# Maicolpue
Maicolpue o Maicolpué (del mapudungun majkolpwé, palabra compuesta por maiko(no), 'la tórtola Zennaida aurita', por lIpi, 'la pluma', y por we, 'lugar'; que significa "lugar donde hay plumas de tórtola"). Es una bahía y balneario que se encuentra en la comuna de San Juan de la Costa, provincia de Osorno, en el sur de Chile a 65 km por camino pavimentado desde Osorno por la Ruta U-40.

## Descripción

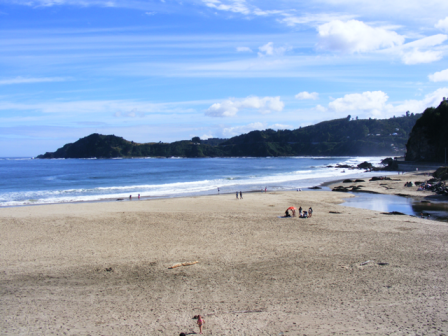
Desembocadura del río en la playa (Sector Maicolpue Río Sur).

El balneario presenta dos sectores, cada uno con una playa (sector "Maicolpué norte" y sector "Maicolpué rio sur"); los cuales están divididos por el río Maicolpué, el cual es apto para el baño. Respecto a la playa, el océano goza de blancas arenas que contrastan con el verde de los bosques que parecen hundirse en el mar. 
Entrando por la ruta principal se observa primeramente la playa y balneario del sector "Maicolpue norte", luego la ruta costera que lleva hacia el puente que cruza el Río Maicolpué para conectar con la intercección que lleva hacia el sector "Maicolpué rio sur" y su playa, y hacia la caleta de pescadores; y finalmente hacia el Parque natural. Igualmente, luego de cruzar este puente, la ruta continúa directamente con el camino que lleva hacia la playa de Trill trill.
Como área turística, presenta un conjunto de locales comerciales y centros de recreación los cuales conforman el "boulevard costero", cuya arquitectura representa un paseo peatonal típico de un balneario sureño. También destaca su plaza a orillas del mar, en cuyo centro se puede apreciar una escultura en madera correspondiente a una mujer huiliche (etnia originaria que habita en este sector).
Entre otras actividades, igualmente se puede realizar una visita a "el faro", ubicado a unos 2 kilómetros del balneario, que se puede acceder por la carretera o bien por un espectacular paseo por las rocas, en la orilla del mar para finalmente llegar a la imponente "roca plana", un hermoso mirador que limita con el borde costero, donde a veces se pueden apreciar focas, lobos marinos o una que otra nutria que llega a descansar a ese lugar. 
Desde el sector "del faro" son lanzados igualmente fuegos pirotécnicos (fuegos artificiales) para la fecha del 31 de diciembre, para celebrar el año nuevo; iluminándose así el cielo nocturno y el reflejo en el océano para esta celebración.
Respecto al ecoturismo, en la orilla sur de este balneario se ubica el Parque Pichimallay, en el cual se puede observar la flora y fauna de la zona; permitiendo con ello la realización del ecoturismo, además de actividades propias de un balneario. Este parque se ubica en un predio de 16 mil hectáreas correspondiente al Fundo Maicolpué, habitado por la Comunidad Huilliche Maicolpi, siendo eje de la Red de Parques Indígenas Mapu Lahual que integra a otras 9 comunidades.
El balneario igualmente se encuentra cercano a otros balnearios y playas de la zona, como  Pucatrihue (al norte) y Trill trill (al sur), además del puerto de Bahía Mansa al norte.

## Historia
Originalmente Maicolpué se refería a una comunidad huilliche, una rama de la etnia mapuche. Posteriormente la expansión de los sectores medios de Osorno permitió que Maicolpué se convirtiera en un balneario en crecimiento; y eso significó compradores para los terrenos huilliches, y clientes para sus productos de pesca entre otros beneficios para esta comunidad.